# Death Canyon Barn
Pour l’article homonyme, voir Death Canyon.
La Death Canyon Barn est une grange et une station de rangers du comté de Teton, dans le Wyoming, aux États-Unis. Protégée au sein du parc national de Grand Teton, cette structure construite dans le style rustique du National Park Service en 1935 est inscrite au Registre national des lieux historiques depuis le 25 août 1998.